# Фридрих Август фон Анхалт-Десау
Фридрих Август фон Анхалт-Десау (на немски: Friedrich August von Anhalt-Dessau; * 23 септември 1799 в Десау; † 4 декември 1864 в Десау) от фамилията Аскани е принц от княжество Анхалт-Десау.
Той е третият син на наследствен принц Фридрих фон Анхалт-Десау (1769 – 1814) и съпругата му Амалия фон Хесен-Хомбург (1774 – 1846), дъщеря на ландграф Фридрих V фон Хесен-Хомбург. Внук е на княз Леополд III фон Анхалт-Десау (1740 – 1817). Брат е на Леополд IV Фридрих (1794 – 1871), Георг (1796 – 1865) и Вилхелм (1807 – 1864).

## Фамилия
Фридрих Август се жени на 11 септември 1832 г. в двореца Румпенхайм в Офенбах на Майн за принцеса Мария Луиза Шарлота фон Хесен-Касел (* 9 май 1814 в Копенхаген; † 28 юли 1895 в двореца Хоенбург в Ленгрис), дъщеря на принц Вилхелм фон Хесен-Касел (1787 – 1867) и съпругата му принцеса Луиза Шарлота Датска (1789 – 1864), сестра на датския крал Кристиан VIII. Децата им са:
- Аделхайд Мария (1833 – 1916), омъжена на 23 април 1851 г. в Десау за херцог Адолф I фон Насау (1817 – 1905), по-късно велик херцог на Люксембург
- Батилдис (1837 – 1902), омъжена на 30 май 1862 г. в Десау за принц Вилхелм фон Шаумбург-Липе (1834 – 1906)
- Хилда Шарлота (1839 – 1926)